# Prionolabis schmidi
Prionolabis schmidi là một loài ruồi trong họ Limoniidae. Chúng phân bố ở miền Cổ bắc.